# Tiko Airport
Tiko Airport är en flygplats i Kamerun. Den ligger i den sydvästra delen av landet, 240 km väster om huvudstaden Yaoundé. Tiko Airport ligger 46 meter över havet.
Terrängen runt Tiko Airport är platt åt sydost, men åt nordväst är den kuperad. Trakten runt Tiko Airport är ganska tätbefolkad, med 160 invånare per kvadratkilometer. Närmaste större samhälle är Tiko, 1,6 km söder om Tiko Airport. Trakten runt Tiko Airport består huvudsakligen av våtmarker.